# Marseniopsis hexalateratus
Marseniopsis hexalateratus is een slakkensoort uit de familie van de Velutinidae. De wetenschappelijke naam van de soort is voor het eerst geldig gepubliceerd in 2007 door Egorova.